# Murillo Vasco do Valle e Silva
Murillo Vasco do Valle e Silva (Rio de Janeiro, 31 de agosto de 1907 - Rio de Janeiro, 31 de janeiro de 1980.) foi um almirante-de-esquadra brasileiro. Exerceu o cargo de Ministro Chefe do Estado-Maior das Forças Armadas entre 31 de outubro de 1969 e 17 de setembro de 1971, durante o Governo Emílio Garrastazu Médici. 